# Bernardo de Cariñena
Bernardo de Cariñena-Ipenza y Saulini (Casbas de Huesca, 1655-Cagliari, 25 de diciembre de 1722) fue un arzobispo católico, último arzobispo español de Cagliari.

## Biografía
En 1670 entró en la orden de los Mercedarios de la cual fue nombrado procurador general en 1692 tras licenciarse en sacra teología en Zaragoza.
El papa Inocencio XIII le nombró en 1698 qualificatore y consultore de la sagrada congregación del Índice, carga que hace presuponer una vasta cultura.
El año siguiente fue nombrado arzobispo de Cagliari, rol que incluía una carga política al ser también portavoz del estamento eclesiástico en el parlamento del reino.
Durante su episcopado, un grupo de monjas capuchinas procedentes de Sassari lideradas por sor Maddalena Amat fundó un convento en la ciudad.
Empezada la construcción de la iglesia de Bonaria (hoy basílica) en el 1704.
Murió en Cagliari el día de Navidad de 1722. Le sucedió Raulo Costanzo Falletti.